# Xiaomi HyperOS
Xiaomi HyperOS（シャオミ・ハイパーOS、中国語: 小米澎湃OS）は、Xiaomiが開発し、AndroidとXiaomi Velaをベースとしたオペレーティングシステム。
スマートフォンとタブレット端末でのみ利用可能だったMIUIに対し、HyperOSではスマートフォンを含む同社のスマートハードウェアへのインストールが可能なソフトウェアとして開発された。
2023年10月26日、Xiaomi HyperOSのバージョン1.0がリリースされ、Xiaomi 14およびXiaomi 14 Proにプリインストールされた。2023年10月31日、Xiaomiは初めてHyperOSの開発者バージョンをリリースした。

## 歴史
XiaomiのIoT事業が具体化した2014年、Xiaomiは統一IoTデバイス接続プロトコルと共通IoTモジュールをリリースした。
2017年には、独自のXiaomi Velaシステムの開発に着手し、収束したシステムフレームワークで同社のすべてのIoTデバイスのサポートを統一しようとした。
2019年、Xiaomiは自社開発のマイクロカーネルセキュリティシステムXiaomi Mina OSの事前研究に着手し、一部の海外市場で販売されるスマートテレビで小規模なプッシュテストを実施した。
2021年11月5日、Xiaomi Developer Conferenceで、NuttXの深い開発とカスタマイズに基づくIoTデバイス向けOS、Xiaomi Velaが正式にリリースされた。
2022年9月21日、シャオミグループ広報部総経理の王華は、ネットユーザーのコメントに応じて、シャオミが独自のオペレーティングシステムを研究していることを明らかにした。この時点で、Xiaomi HyperOSのソフトウェアアーキテクチャは統一され、システム開発と並行作業が完了した。
2023年10月17日、シャオミグループのレイ・ジュン最高経営責任者（CEO）はこのOSを正式に発表し、このシステムはシャオミが以前開発したMIUIシステムを徐々に引き継ぎ、シャオミのインテリジェント・ハードウェア相互接続エコロジーの統一コンピューティング・プラットフォームになると述べた。10月20日と23日、MIUIの微信（WeChat）、微博（Weibo）などの公共プラットフォームは、MIUIを「小米澎湃OS」という中国語名に変更した。
北京時間2023年10月23日10:00、シャオミグループの雷軍（レイ・ジュン）CEOは、Xiaomi HyperOSが10月26日19:00に正式にリリースされると発表した。
2023年10月26日19:00、北京でXiaomi HyperOSが発表され、シャオミグループ携帯電話部門副総裁兼携帯電話製品部ソフトウェア部門の責任者であるジン・ファン氏がシステムの内容の一部を説明した後、適応モデルの第一陣が発表された。Xiaomi 13シリーズ、Xiaomi MIX Fold 2、Xiaomi MIX Fold 3、Redmi K60シリーズ（Redmi K60Eを除く）、Xiaomi Tablet 6シリーズは、2023年12月に最初の公式OTAプッシュを受ける。
2023年10月31日、Xiaomi CommunityはXiaomi 14およびXiaomi 14 Pro端末向けにXiaomi HyperOSの最初の開発バージョン1.0.23.10.25をOTAの形で内部テストセンターにドロップした。

## ソフトウェアのダウンロードとアップデート

### ダウンロード
現時点では、Xiaomi 14、Xiaomi 14 Pro、Redmi K70E、Redmi K70、Redmi K70 Proの5機種にのみXiaomi Surge OSシステムがプリインストールされている。Xiaomi Security Centreのサポートリストから除外されていないスマートフォンで、発売から36か月以内の機種については、XiaomiはユーザーのMIUIによるXiaomi Surge OSへのシームレスなアップグレードをサポートするために、アップグレードパッケージを一括して提供する予定である。Xiaomiの携帯電話やXiaomiがサポートを停止した他のブランドについては、一部のユーザーが、サードパーティのリカバリを携帯電話にブラッシングし、カードブラシを使用する方法を使用してシステムパッケージを変更し、Xiaomi Surge OSをインストールしている。第三者の提供するファームウェアは適切に更新されていない可能性があり、ネットワークに登録できない、システムモデルの表示エラーなどの有害なプログラムやバグが含まれている可能性があるため使用の際には注意が必要。サードパーティが提供するファームウェアは、一般ユーザーがインストールして使用するのには適していない。

### アップデート
MIUIと同様に、Xiaomi Surge OSはリカバリーモード、fastbootモード、システム内ソフトアップデート、OTAによるシステムアップデートをサポートしている。ただし、ブートローダーロックが解除され、root権限が有効になっているMIUIデバイスはSurge OSにアップデートできない。
OTAでアップデートするには、携帯電話の「設定」-「マイデバイス」から「OSバージョン」をクリックする必要がある。システムファームウェアの新しいバージョンがある場合、このバージョンの更新ログが直接ポップアップ表示される。ダウンロードと確認が完了したら、「再起動してアップデートをインストール」をクリックする。アップデートが完了すると、「システムがアップグレードされました」というポップアップウィンドウが表示される。
カードフラッシュパッケージをダウンロードしてアップデートを行う場合、パソコンまたは携帯電話でカードフラッシュファームウェアパッケージ一式（拡張子.zip）をダウンロードし、内部ストレージのルートディレクトリに入れ、「設定」--「マイデバイス」--「OSバージョン」を開き、画面中央の急上昇するOSロゴを数回連続でクリックすると、システムが「システムアップデート拡張機能がオンになりました」と表示する。". ページ右上のメニューボタンをクリックし、"手動でインストールパッケージを選択 "をクリックし、ダウンロードしたカードブラシファームウェアパッケージを選択し、"OK "をクリックし、システムは自動的に検証する。アップデートによって携帯電話内のデータがすべて消去される場合、システムは自動的にプロンプトボックスをポップアップ表示します。OK」をクリックすると、システムが再起動し、自動的にアップデートされる。
展開ツール「Miflash」を使用してアップデートする場合、事前にXiaomiコミュニティからMiflashインストーラー、ロック解除ツール、ワイヤーフラッシュファームウェアパッケージをダウンロードする必要がある。ロック解除ツールを使用して点滅ロックを解除した後、携帯電話の電源がオフの状態で音量ダウンボタンと電源ボタンを長押しし、Mi Bunnyパターンが表示されるまで画面が点灯したら電源ボタンを離し、データケーブルを接続してコンピュータに接続する。Miflashプログラムを開き、"Select "をクリックしてダウンロードして解凍されたワイヤーフラッシュファームウェアパッケージ（数字と文字が混在した一連のフォルダ）を見つけ、"Load Device "ボタンをクリックし、接続されたコンピュータのデバイスコードを取得した後、最後に "Brush "をクリックする。パソコンに接続されている機器のコードを取得した後、最後に「フラッシュ」ボタンをクリックすると、Miflashが自動的にフラッシュを実行する。Miflashソフトウェアの「結果」欄が緑色になり、携帯電話が自動的に再起動したら、ケーブルを抜くことができる。この方法はシステムのダウングレードにも使用でき、Xiaomiの公式アフターサービスセンターでも、ソフトウェアに不具合があるユーザーの携帯電話を修理するために使用されている。

## 配信予定
2023年10月26日、シャオミコミュニティはXiaomi Surge OSリリーステンポの発表を行い、2台の携帯電話にシステムをプリインストールし、10月31日に販売を開始したことを発表した。同時に、8台の携帯電話と2台のタブレットが正式版プッシュ第1弾に含まれ、これらのデバイスは2023年12月から2024年1月にかけて順次プッシュされる。グローバル版のXiaomi端末は、2024年第1四半期にSurge OSの正式版プッシュを開始する。さらに、3台のテレビ、1台のスマートウォッチ、1台のカメラ、1台のスピーカーが以下のようにプッシュプログラムの第1弾に含まれる。
| 日付             | 開発ブランチ | 対応デバイス | 対応デバイス                             | 対応デバイス                                                                 | 対応デバイス  |
| 日付             | 開発ブランチ | スマートフォン | タブレット                               | スマートテレビ                                                               | その他        |
| ---------------- | ------------ | --- | ---------------------------------------- | ---------------------------------------------------------------------------- | ------------- |
| 2023.10          | 正式版       | 小米14 小米14 Pro |                                          |                                                                              | 小米watch S3  |
| 2023.12          | 正式版       | Redmi K70E Redmi K70 Redmi K70 Pro |                                          |                                                                              |               |
| 2023.12 - 2024.1 | 正式版       | 小米13 小米13 Pro 小米13 Ultra 小米MIX Fold 2 小米MIX Fold 3 Redmi K60 Redmi K60 Pro Redmi K60至尊版 Redmi K70E Redmi K70 Redmi K70 Pro                                           | 小米平板6 小米平板6 Pro 小米平板6 Max 14 | 小米电视S Pro 65 小米电视S Pro 75 小米电视S Pro 85 小米智能摄像机3 Pro云台版 |               |
| 時期未定         | 待機中       | （更新予定） | （更新予定）                             | （更新予定）                                                                 |               |
| 2023.11.2        | ベータ版     | 小米14 小米14 Pro | --                                       | --                                                                           | --            |
| 2023.11.14       | ベータ版     | 小米13 小米13 Pro 小米13 Ultra Redmi K60 Redmi K60 Pro |                                          |                                                                              |               |
| 2023.11.21       | ベータ版     | 小米MIX Fold 2 小米MIX Fold 3 |                                          |                                                                              |               |
| 2023.12          | ベータ版     | 小米12 小米12 Pro 小米12S 小米12S Pro 小米12S Ultra 小米12 Pro天玑版 小米13T 小米13T pro Redmi K50 Redmi K50 Pro Redmi K50 电竞版 Redmi K50 至尊版（小米12T pro） 小米12T 小米11T | 小米平板5 Pro 12.4                       | --                                                                           | 小米sound音箱 |

## サポート状況

### HyperOSがプリインストールされた端末
| ブランド | モデル        | コードネーム | 正式版       | 正式版            | 正式版            | 正式版     | 正式版      | ベータ版     | ベータ版          | ベータ版          |
| ブランド | モデル        | コードネーム | サポート状況 | 発売時            | 発売時            | 最新版     | 最新版      | サポート状況 | 最新版            | 最新版            |
| ブランド | モデル        | コードネーム | サポート状況 | HyperOSバージョン | Androidバージョン | 澎湃OS版本 | Android底层 | サポート状況 | HyperOSバージョン | Androidバージョン |
| -------- | ------------- | ------------ | ------------ | ----------------- | ----------------- | ---------- | ----------- | ------------ | ----------------- | ----------------- |
| 小米     | 小米14        | houji        | サポート中   | 1.0.4.0           | Android 14        | 1.0.26.0   | Android 14  | サポート中   | 1.0.23.12.19      | Android 14        |
| 小米     | 小米14 Pro    | shennong     | サポート中   | 1.0.4.0           | Android 14        | 1.0.27.0   | Android 14  | サポート中   | 1.0.23.12.19      | Android 14        |
| Redmi    | Redmi K70     | Vermeer      | サポート中   | 1.0.2.0           | Android 14        | 1.0.8.0    | Android 14  | サポートなし | N/A               | N/A               |
| Redmi    | Redmi K70E    | Ingres       | サポート中   | 1.0.3.0           | Android 14        | 1.0.5.0    | Android 14  | サポートなし | N/A               | N/A               |
| Redmi    | Redmi K70 Pro | Manet        | サポート中   | 1.0.2.0           | Android 14        | 1.0.8.0    | Android 14  | サポートなし | N/A               | N/A               |

### MIUIがプリインストールされた端末
| ブランド | モデル               | コードネーム | 正式版       | 正式版           | 正式版            | 正式版            | 正式版            | ベータ版     | ベータ版          | ベータ版          |
| ブランド | モデル               | コードネーム | サポート状況 | 発売時           | 発売時            | 最新版            | 最新版            | サポート状況 | 最新版            | 最新版            |
| ブランド | モデル               | コードネーム | サポート状況 | MIUIバージョン   | Androidバージョン | HyperOSバージョン | Androidバージョン | サポート状況 | HyperOSバージョン | Androidバージョン |
| -------- | -------------------- | ------------ | ------------ | ---------------- | ----------------- | ----------------- | ----------------- | ------------ | ----------------- | ----------------- |
| 小米     | 小米13               | fuxi         | 配信済み     | MIUI 14.0.2      | Android 13        | 1.0.5.0           | Android 14        | サポート中   | 1.0.23.12.4       | Android 14        |
| 小米     | 小米13 Pro           | nvwa         | 配信済み     | MIUI 14.0.2      | Android 13        | 1.0.4.0           | Android 14        | サポート中   | 1.0.23.12.4       | Android 14        |
| 小米     | 小米13 Ultra         | Ishtar       | 配信済み     | MIUI 14.0.4      | Android 13        | 1.0.4.0           | Android 14        | サポート中   | 1.0.23.12.4       | Android 14        |
| 小米     | 小米MIX Fold 2       | zizhan       | 配信済み     | MIUI Fold 14.1.1 | Android 13        | 1.0.2.0           | Android 14        | サポート中   | 1.0.23.12.4       | Android 14        |
| 小米     | 小米MIX Fold 3       | babylon      | 配信済み     | MIUI Fold 13.1.6 | Android 13        | 1.0.2.0           | Android 14        | サポート中   | 1.0.23.12.4       | Android 14        |
| 小米     | 小米平板6            | pipa         | 配信済み     | MIUI Pad 14.0.3  | Android 13        | 1.0.2.0           | Android 14        | サポート中   | 1.0.23.12.4       | Android 14        |
| 小米     | 小米平板6 Pro        | liuqin       | 配信済み     | MIUI Pad 14.0.2  | Android 13        | 1.0.2.0           | Android 14        | サポート中   | 1.0.23.12.4       | Android 14        |
| 小米     | 小米平板6 Max        | yudi         | 配信済み     | MIUI Pad 14.0.3  | Android 13        | 1.0.2.0           | Android 14        | サポート中   | 1.0.23.12.4       | Android 14        |
| Redmi    | Redmi K60            | mondrian     | 配信済み     | MIUI 14.0.9      | Android 13        | 1.0.3.0           | Android 14        | サポート中   | 1.0.23.12.4       | Android 14        |
| Redmi    | Redmi K60 Pro        | socrates     | 配信済み     | MIUI 14.0.4      | Android 13        | 1.0.3.0           | Android 14        | サポート中   | 1.0.23.12.4       | Android 14        |
| Redmi    | Redmi K60 至尊版     | corot        | 配信済み     | MIUI 14.0.3      | Android 13        | 1.0.5.0           | Android 14        | サポートなし | N/A               | N/A               |
| Redmi    | Redmi Note 12 Pro 5G | ruby         | 配信済み     | MIUI 14.0.1      | Android 13        | --                | --                | サポートなし | N/A               | N/A               |

## 日本の状況
日本国内においては、Xiaomi 11TとXiaomi Pad 6にHyperOSへのアップグレードが配信されることが発表された。Xiaomiは、Googleのサービスをこれまで通り使用できることも明らかにしている。
2025年1月21日、au版Xiaomi 13t XIG04がXiaomi HyperOS２にアップデートされた。